# ビッグ・ダディ (映画)
『ビッグ・ダディ』（原題: Big Daddy）は、1999年にアメリカで製作されたコメディ映画。

## ストーリー
ソニー（アダム・サンドラー）はロー・スクールを卒業したものの司法試験を受けず、定職にもつかず、交通事故で得た慰謝料を株式に投資して、そのお金で毎日怠惰な生活を続けていた。ガールフレンドのバネッサもソニーの生活態度に愛想をつかして別れ話をほのめかしていた。そんなある日、親友でルームメートのケヴィンが仕事で中国に出張したまさにその日に、彼の息子だと名乗る幼い男の子ジュリアンがアパートに現れる。ジュリアンの面倒をみることでバネッサを感心させられると考えたソニーは、ジュリアンを引き取ることを思いつく。市の福祉課には自分がケヴィンであると嘘の申告をする。ジュリアンを連れてバネッサに会いに行くのであったが、バネッサはすでに父親ほど年の離れた新しい恋人とつきあい始めていた。やはりジュリアンを福祉課に引き渡そうとするものの、ジュリアンが孤児院に行かなければならないことを知り思いとどまってしまう。ジュリアンの世話に悪戦苦闘しながらもソニーは彼との絆を深めていき、また、ケヴィンのフィアンセの姉であるレイラと知り合い彼女に惹かれていく。
しかしながら、そんな生活は長く続かず、福祉課に自分がケヴィンではないとバレてしまい、ジュリアンとは離れ離れになってしまうのだった。だが、ソニーは彼を取り戻そうと考える。

## キャスト
※括弧内は日本語吹替
- ソニー・コウファックス - アダム・サンドラー（森川智之）
- レイラ・マロニー - ジョーイ・ローレン・アダムス（安達忍）
- ケヴィン・ゲリティ - ジョン・スチュワート（家中宏）
- ジュリアン・“フランケンシュタイン”・マクグレース - ディラン&コール・スプラウス（矢島晶子）
- アーサー・ブルックス - ジョシュ・モステル（英語版）（水野龍司）
- コリーン・マロニー - レスリー・マン（雨蘭咲木子）
- 配達人 - ロブ・シュナイダー（檀臣幸）
- レニー・コウファックス - ジョセフ・ボローニャ（小林修）
- ホームレス - スティーヴ・ブシェミ（仲野裕）
- テレビのコロンボ - ピーター・フォーク（銀河万丈）

## スタッフ
- 監督：デニス・デューガン
- 製作：シド・ギャニス、ジャック・ジャラプト
- 脚本：スティーヴ・フランクス、ティム・ハーリヒー、アダム・サンドラー
- 撮影：テオ・ヴァン・デ・サンデ
- 音楽：テディ・カステルッチ

## 受賞・ノミネート
第20回ゴールデンラズベリー賞
- 受賞：最低主演男優賞 - アダム・サンドラー
- ノミネート：最低作品賞 - コロンビア ピクチャーズ
- ノミネート：最低助演男優賞 - ロブ・シュナイダー
- ノミネート：最低監督賞 - デニス・デューガン
- ノミネート：最低脚本賞 - スティーヴ・フランクス、ティム・ハーリヒー、アダム・サンドラー